# Fédération cambodgienne de rugby à XV
La Fédération cambodgienne de rugby à XV ou Cambodian rugby federation (CFR) est l’organisation qui gère et organise le rugby à XV au Cambodge. Fondée en 2000 en prenant la suite du Rugby Club Royal du Cambodge elle-même créée en 1996[réf. nécessaire], sa création a pour but d'unifier les efforts du rugby cambodgien et ainsi obtenir la reconnaissance et l'appartenance à l'Asian Rugby Football Union (ARFU).
La CFR a mis au point le développement du rugby junior, et a accueilli des tournois nationaux et régionaux tels la Division régionale du Tournoi des cinq nations asiatique 2010 dans laquelle évoluait l'équipe nationale du Cambodge. La CFR a toujours mis un accent sur le développement du rugby junior et a été récompensé en 2003 par l'International Rugby Board (IRB)  qui lui a décerné le International Development Award (prix du développement international). En 2006, la fédération est devenue un membre associé à la IRB. Le rugby est aujourd'hui plus populaire que jamais avec le nombre de joueurs enregistrés excédant 3 000 au cours de l'histoire de la CFR, y compris les juniors, les femmes, les joueurs du rugby à sept et les joueurs internationaux. La CFR a pour objectif de continuer à construire et développer le rugby au Cambodge.